# Иринга (регион)
Иринга е един от 26-те региона на Танзания. Разположен е в южната част на страната и граничи с Малави. Площта на региона е 58 936 км². Населението му е 941 238 жители (по преброяване от август 2012 г.). Столица на региона е град Иринга.
На територията на региона е разположен национален парк Руаха, вторият по големина парк в Танзания, който притежава изобилие от див свят и всяка година е посещаван от над 7000 туристи.

## Окръзи
Регион Иринга е разделен на 7 окръга: Иринга - градски, Иринга - селски, Килоло, Лудеуа, Макете, Муфинди и Нджомбе.